# أبو سرحان المسعود الزياني
 أبو سرحان المسعود  سلطان الدولة الزيانية السابع و العشرون بتلمسان. تولى بعد لفترة وجيزة سنة 1519 بعد خلع أخيه السلطان عبد الله الثاني بمساندة خير الدين بربروس.

## اسمه ونسبه
أبو سرحان المسعود بن أبي عبد الله المتوكل بن أبي زيان محمد بن أبي ثابت الثاني بن أبي تاشفين الثاني بن أبي حمو موسى الثاني بن أبي يعقوب يوسف بن أبي زيد عبد الرحمن بن أبي زكريا يحي بن يغمراسن بن زيان العبدوادي الزناتي.

## وفاته
| سبقه أبو محمد عبد الله الثاني | سلطان الدولة الزيانية 1519 | تبعه أبو محمد عبد الله الثاني |